# 源雅通
源 雅通（みなもと の まさみち）は、平安時代後期の公卿・歌人。村上源氏久我流、権大納言・源顕通の次男。官位は正二位・内大臣。久我家3代。

## 経歴
幼少時に父を失い、叔父の右大臣源雅定の養嗣子となる。兵部権大輔･近江権介・皇后宮権亮・備後権守などを歴任し、久寿2年（1155年）大嘗会国司賞として従三位となる。また、奨学院別当･検非違使別当なども務めた。正二位・内大臣まで昇進したが、嘉応元年（1169年）以降は病気になり、承安5年（1175年）に久我別荘にて薨御。享年58。
歌人としては、『千載和歌集』以下の勅撰集に10首入集する他、『続詞花集』などの私撰集にも入集がある。

## 年譜
※月日は旧暦。
| 和暦     | 西暦   | 月日     | 事柄                                         |
| -------- | ------ | -------- | -------------------------------------------- |
| 元永元年 | 1118年 |          | 生誕。                                       |
| 大治4年  | 1129年 | 1月7日   | 叙爵。                                       |
| 長承3年  | 1134年 | 4月2日   | 兵部権大輔に任官。                           |
| 保延2年  | 1136年 | 10月29日 | 昇殿。                                       |
| 保延4年  | 1138年 | 1月5日   | 従五位上に昇叙。                             |
| 保延4年  | 1138年 | 10月17日 | 正五位下に昇叙。                             |
| 保延6年  | 1140年 | 4月20日  | 左近衛少将に遷任。                           |
| 永治元年 | 1141年 | 1月29日  | 近江権介を兼任。                             |
| 永治元年 | 1141年 | 12月27日 | 皇后宮権亮を兼任（皇后宮は藤原得子）。       |
| 康治元年 | 1142年 | 1月5日   | 従四位下に昇叙。                             |
| 康治元年 | 1142年 | 2月      | 従四位上に昇叙。                             |
| 康治元年 | 1142年 | 4月8日   | 還昇し、禁色を聴される。                     |
| 康治元年 | 1142年 | 11月14日 | 正四位下に昇叙。                             |
| 天養元年 | 1144年 | 1月24日  | 左近衛権中将に転任。                         |
| 久安2年  | 1146年 | 1月22日  | 近江権介を兼任。                             |
| 久安5年  | 1149年 | 6月      | 服解（母の死没）                             |
| 久安5年  | 1149年 | 8月3日   | 皇后宮権亮を停任。                           |
| 久安6年  | 1150年 | 1月29日  | 中将を去って参議に転任。                     |
| 久安6年  | 1150年 | 12月12日 | 侍従を兼任。                                 |
| 仁平元年 | 1151年 | 2月2日   | 備後権守を兼任。                             |
| 仁平2年  | 1152年 | 1月28日  | 右兵衛督を兼任し、侍従を停任。               |
| 久寿元年 | 1154年 | 9月11日  | 奨学院別当に補任。                           |
| 久寿2年  | 1155年 | 11月20日 | 近江権守に遷任。                             |
| 久寿2年  | 1155年 | 11月22日 | 従三位に昇叙。                               |
| 保元元年 | 1156年 | 9月13日  | 権中納言に転任。                             |
| 保元元年 | 1156年 | 9月17日  | 左兵衛督に転任。                             |
| 保元2年  | 1157年 | 8月21日  | 正三位に昇叙。                               |
| 保元3年  | 1158年 | 2月21日  | 右衛門督に転任し、検非違使別当に補任。       |
| 保元3年  | 1158年 | 5月21日  | 左衛門督に転任。                             |
| 保元3年  | 1158年 | 11月8日  | 左衛門督・検非違使別当を辞任。               |
| 永暦元年 | 1160年 | 1月21日  | 中宮権大夫を兼任（中宮は姝子内親王）。       |
| 永暦元年 | 1160年 | 3月2日   | 勅授帯剣を聴される。                         |
| 永暦元年 | 1160年 | 8月11日  | 権大納言に転任し、中宮権大夫如元。           |
| 永暦元年 | 1160年 | 10月11日 | 従二位に昇叙。                               |
| 応保元年 | 1161年 | 2月28日  | 正二位に昇叙。                               |
| 応保元年 | 1161年 | 6月1日   | 淳和院別当に補任。                           |
| 応保元年 | 1161年 | 8月17日  | 中宮大夫に転任。                             |
| 応保元年 | 1161年 | 9月13日  | 大納言に転任し、中宮大夫如元。               |
| 応保2年  | 1162年 | 2月5日   | 中宮大夫を停任。                             |
| 応保2年  | 1162年 | 5月27日  | 服解（養父の薨去）。                         |
| 応保2年  | 1162年 | 9月13日  | 復任。                                       |
| 仁安2年  | 1167年 | 8月10日  | 伊勢大神宮奉行に補任。                       |
| 仁安3年  | 1168年 | 3月20日  | 皇太后宮大夫を兼任（皇太后宮は平滋子）。     |
| 仁安3年  | 1168年 | 8月4日   | 任大臣兼宣旨を蒙る。                         |
| 仁安3年  | 1168年 | 8月10日  | 内大臣に転任。                               |
| 仁安3年  | 1168年 | 8月12日  | 右近衛大将を兼任。                           |
| 仁安3年  | 1168年 | 11月21日 | 右近衛大将を停任（五節帳台試に不参のため）。 |
| 仁安3年  | 1168年 | 12月16日 | 右近衛大将に還任。                           |
| 嘉応元年 | 1169年 | 1月2日   | 右馬寮御監を兼任。                           |
| 承安2年  | 1172年 | 6月7日   | 公卿勅使として伊勢国に下向。                 |
| 承安4年  | 1174年 | 7月8日   | 右近衛大将を辞任。                           |
| 承安5年  | 1175年 | 2月27日  | 薨去。享年58。                               |

## 系譜
- 父：源顕通（1081 - 1122）
- 母：源能俊の娘（? - 1149）
- 室：藤原家保の娘
  - 女子：徳大寺実守室
- 妾：美福門院女房（八条院女房） - 藤原行兼女、一説に藤原長信女
  - 男子：雅縁（1138 - 1223） - 興福寺別当
  - 男子：源通親（1149 - 1202）
  - 男子：源通資（? - 1205）
  - 男子：源雅平 - 右中将従四位下
  - 男子：源通望（通定）
- 生母不明の子女
  - 男子：明雅 - 延暦寺
  - 女子：三条殿 - 建春門院女房